# تپه بلمسکو
تپه بلمسکو مربوط به سده‌های میانه دوران‌های تاریخی پس از اسلام است و در شهرستان پل‌دختر، بخش مرکزی، دهستان جایدر، ۵۰۰ متری جنوب شرق روستای ولیعصر واقع شده و این اثر در تاریخ ۲۸ اسفند ۱۳۸۵ با شمارهٔ ثبت ۱۸۴۵۰ به‌عنوان یکی از آثار ملی ایران به ثبت رسیده است.